# Campionato francese di tennis 1895
Il Campionato francese di tennis 1895 (conosciuto oggi come Open di Francia o Roland Garros) è stato la 5ª edizione del Campionato francese di tennis, riservato ai tennisti francesi o residenti in Francia. Si è svolto su campi in sabbia stesa su un letto di pietrisco a Parigi in Francia.
Il singolare maschile è stato vinto da André Vacherot, che si è imposto su Laurent Riboulet. Nel doppio maschile si sono imposti André Vacherot e G. Winzer.

## Seniors

### Singolare maschile
André Vacherot ha battuto in finale  Laurent Riboulet con il punteggio di 9–7, 6–2.

### Doppio maschile
André Vacherot /  Christian Winzer hanno battuto in finale  Paul Lebréton /  Paul Lecaron con il punteggio di 6–2, 6–1.